# Lane hurrikán (2018)
A Lane hurrikán 5-ös kategóriájú hurrikán 2018-ban, ami elsősorban Hawaiit érintette. Ez volt a legnedvesebb hurrikán Hawaii történelmében. Lane a tizennegyedik rendszer, a tizenkettedik nevet kapott vihar, a hatodik hurrikán, negyedik jelentősebb ("major") hurrikán, és az első 5-ös kategóriájú hurrikán.

## Meteorológiai lefolyás

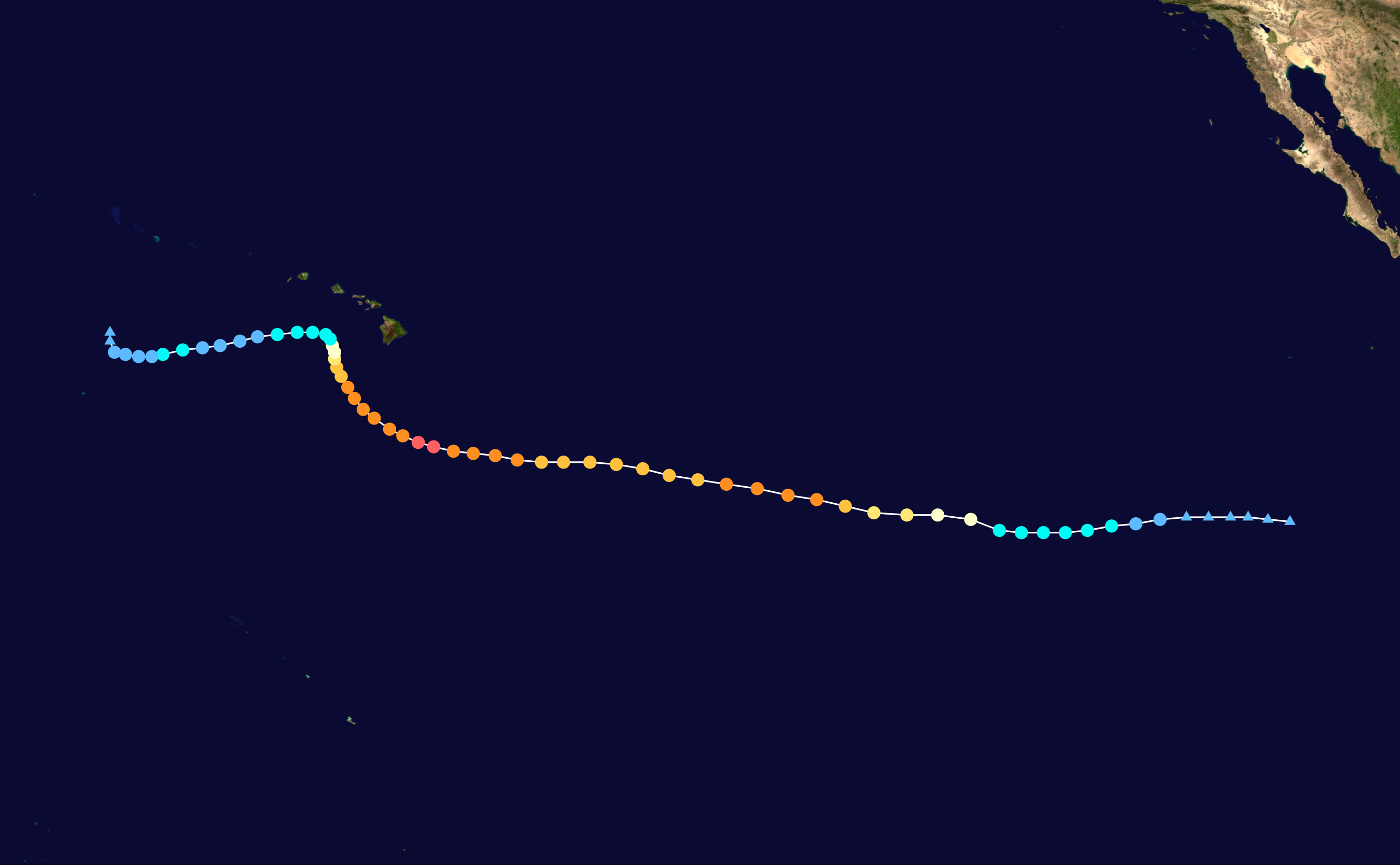
Lane útja.

Július 31-én egy trópusi hullám haladt el Afrikától nyugatra, ami augusztusra átért a csendes-óceáni térségbe. Végül a rendszer augusztus 15-ére fejlődött trópusi depresszióvá, azévben már a tizennegyedikké. A rendszerben nőtt a csapadékhajlam és a konvekció, így még aznap trópusi viharrá fejlődött, és a "Lane" nevet kapta.
A meleg vízfelszín és alacsony szintű szélnyírás tette lehetővé a fejlődését. Augusztus 16. és 18. között a vihar fokozatos, de jelentős fejlődésen ment keresztül, ekkorra 4-es kategóriájú ciklonná fejlődött.
Augusztus 17-re az eddig fejletlen szem a műholdképeken jól láthatóvá vált. Augusztus 18-ra szemének átmérője 27 km lett. Lane átlagszelei 220 km/h-ra emelkedtek, miközben 2915 km-re dél-nyugatra tartózkodott Dél-Alsó-Kaliforniától. Augusztus 19-én Lane átlépett a Csendes-óceán középső régiójába, de a növekvő szélsebesség a rendszer körül zavarta fejlődésében, és "szétrombolta" a szemfalát.
Az előrejelzések gyengülést jósoltak, ám ennek ellenére fenntartotta erősségét, és továbbfejlődött. A vihar északnyugati kanyart vett, és augusztus 21-ére a 240 km/h-t is elérték egyperces átlagszéllökései. Folytatta az erősödést, és augusztus 22-én 00:00 UTC-kor elérte csúcsintenzitását, ekkor percenkénti állandó széllökéseit 260 km/h-snak mérték, és ekkorra 5-ös erősségűvé nőtte ki magát. Ezen a ponton Lane 515 km-re (320 mi) délkeletre tartózkodott Hawaii legdélebbi pontjától, és észak-északnyugat felé haladt.
Ezután elkezdett gyengülni, majd augusztus 23-ra szeme ellipszis alakúvá vált, és a rendszer északnak fordult. Augusztus 25-ére trópusi viharrá fokozták le. Ezután nyugatnak, majd délnyugatnak kanyarodott el, így Hawaii már nem került veszélybe, viszont a csapadéksávoknak köszönhetően heves záporok és zivatarok tomboltak a szárazföldön. Ekkor Lane trópusi depresszióvá gyengült. Augusztus 26. és 28. között Lane haladt tovább délnyugat felé, erőssége a trópusi depresszió és trópusi vihar között ingázott (20–65 km/h). Augusztus 28. után a konvekció messze került a központtól, ami elgyengítette a rendszert. Augusztus 29-én ismét északnyugatnak kezdett fordulni, mielőtt végleg feloszlott volna, maradványai pedig az Északnyugati Hawaii-szigetek felé haladtak.
Szeptemberben, a dátumválasztónál kialakult szubtrópusi vihar (a Bering-szoroson) Lane maradványai újraszerveződésével jöhetett létre.

## Károk és áldozatok

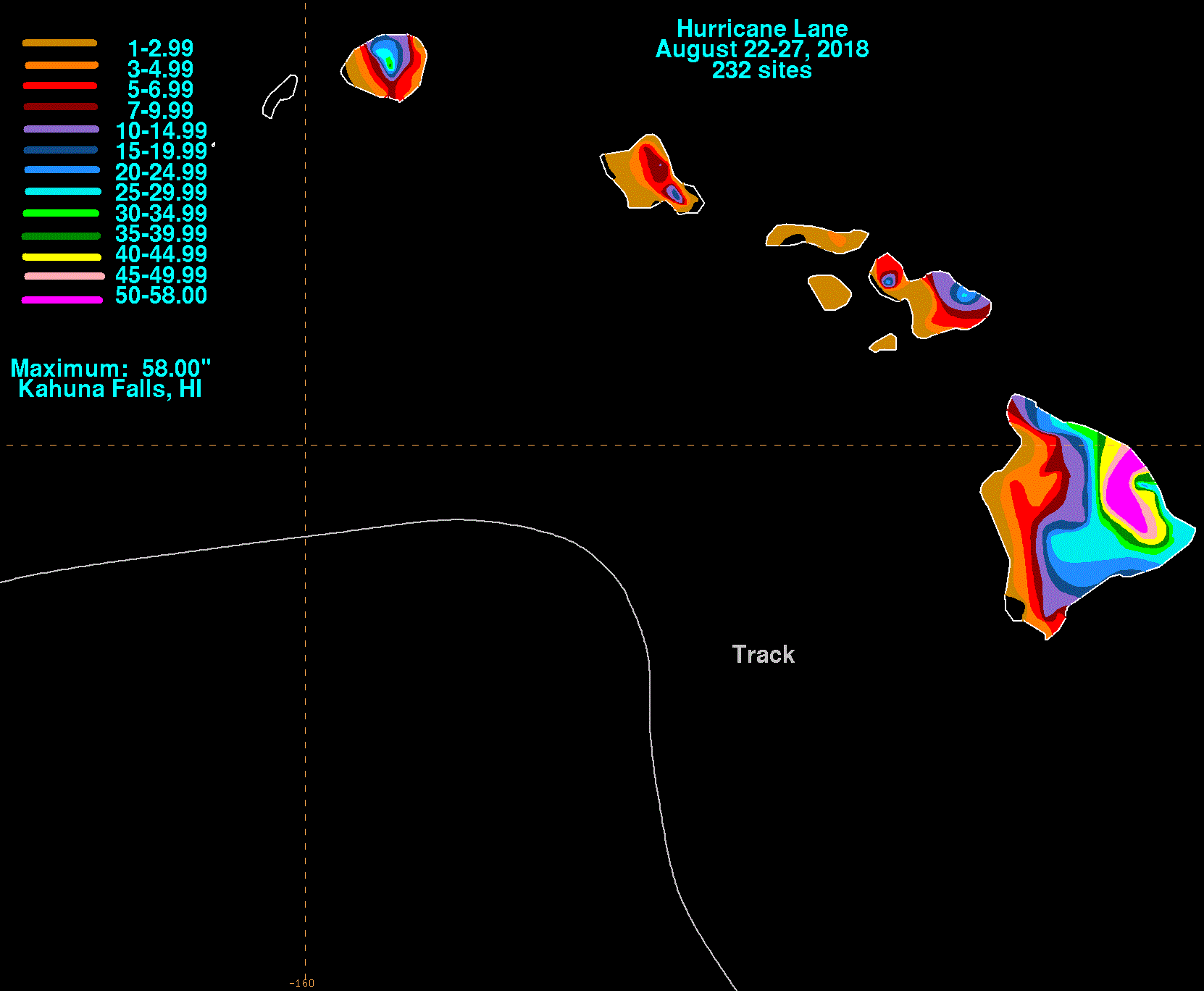
Esőtérkép.

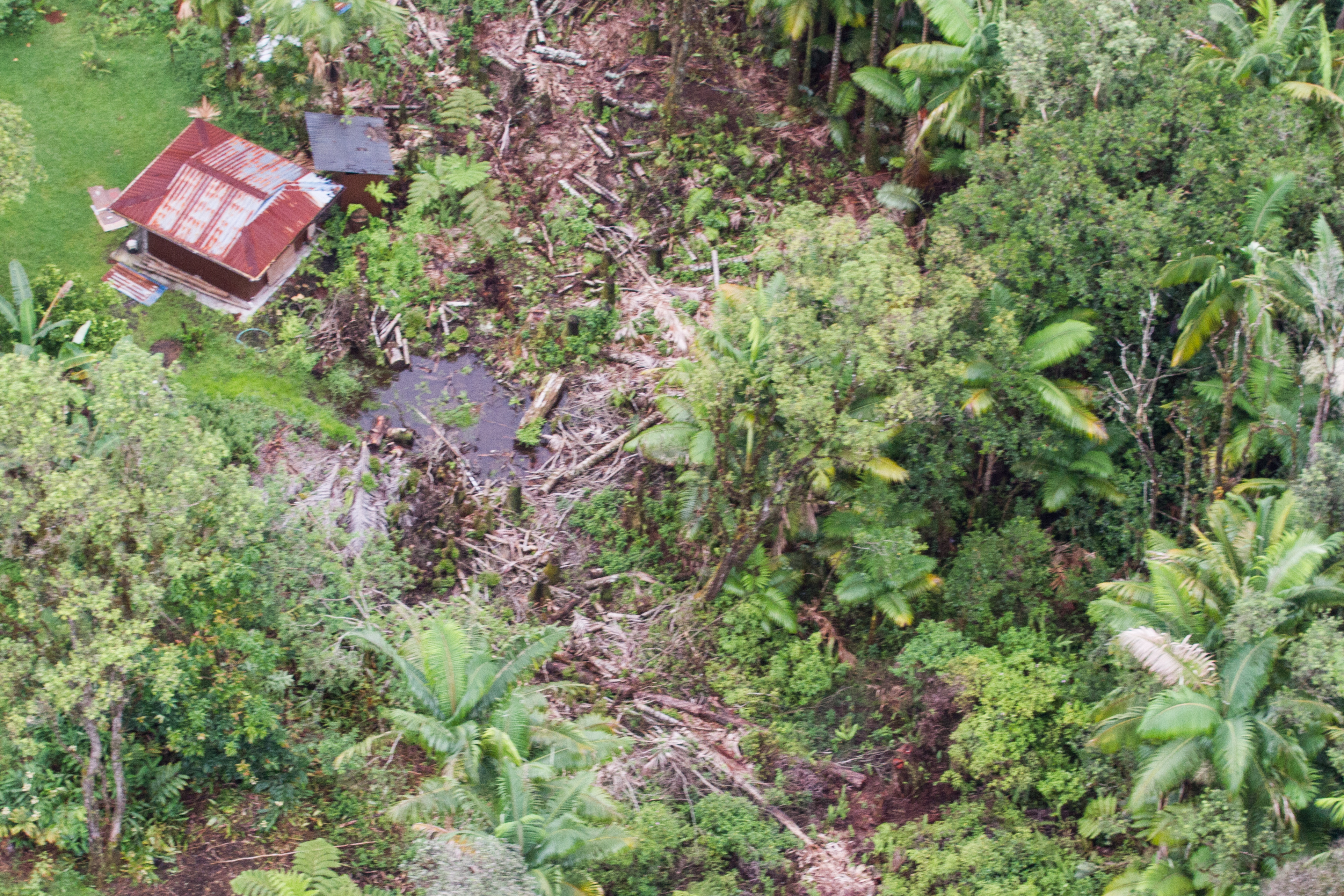
Kár Hiloban.

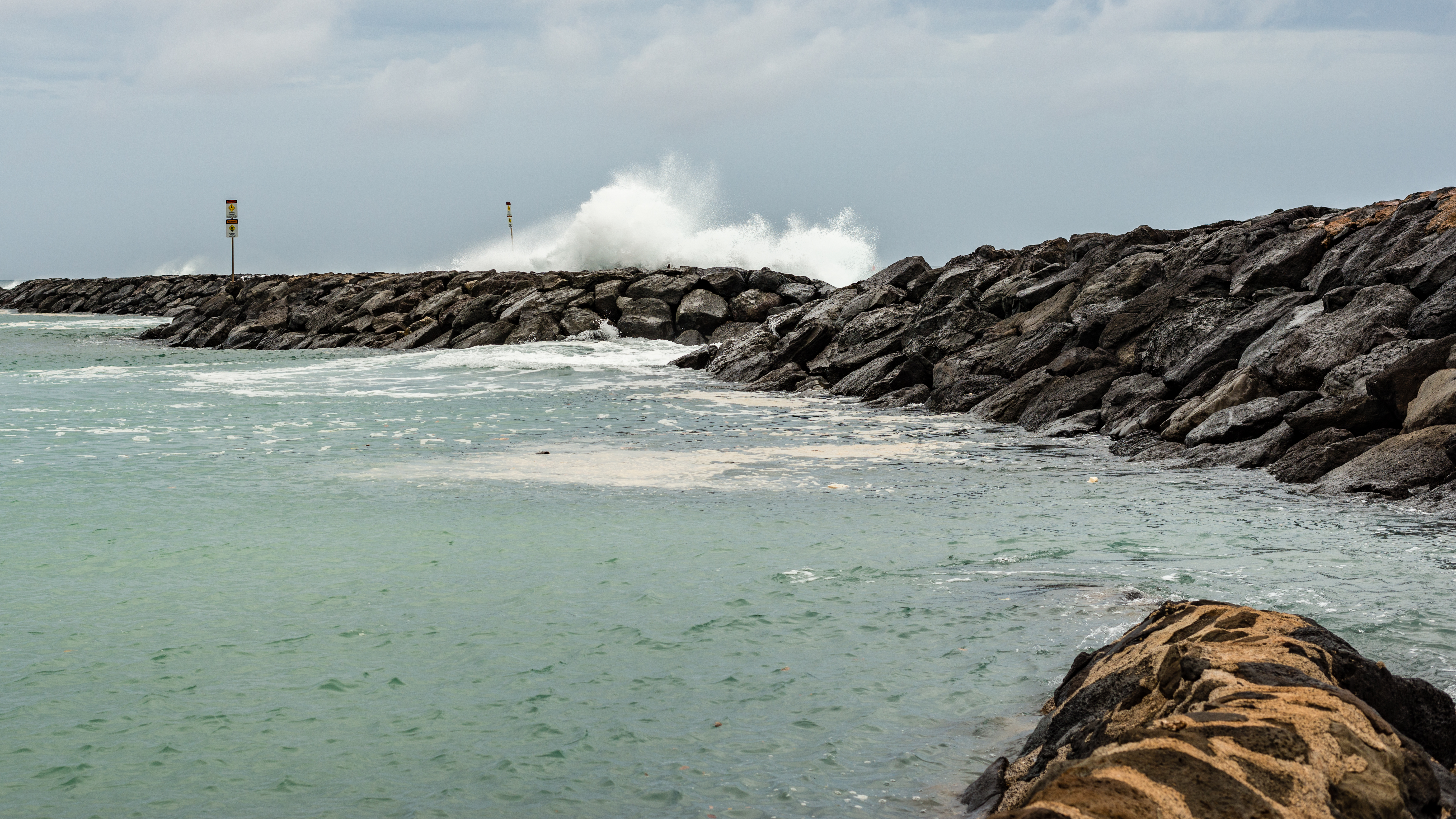
Nagy hullámok érik el a Hawaii partokat Lanenek köszönhetően.

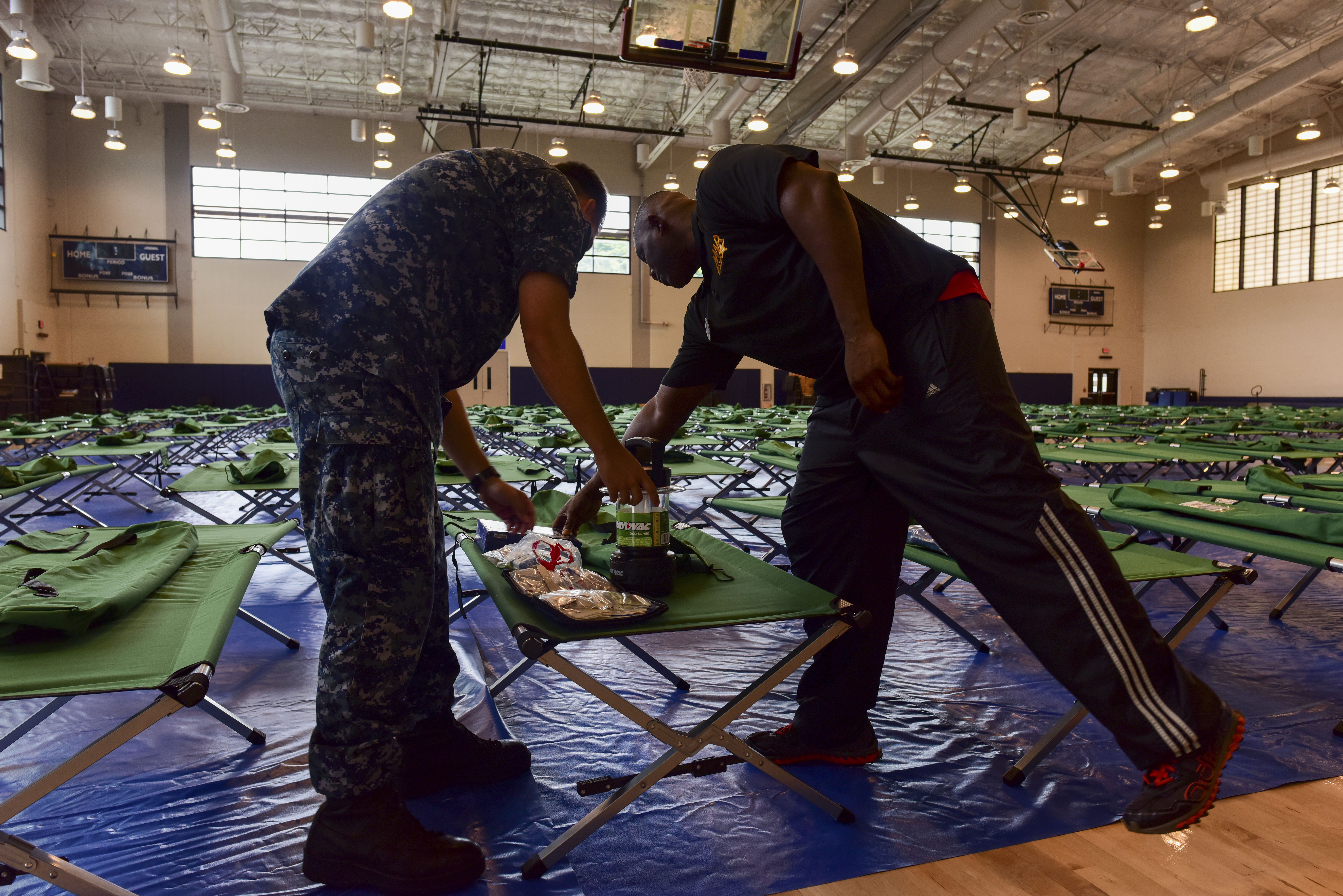
Sürgősségi előkészületek az evakuálásra Honoluluban.

### Károk
Hawaiion nagy esőzést okozott a vihar csapadéksávja, Hilo városában 3 nap alatt 809 mm csapadék hullott, ebből 380 csak augusztus 24-én esett le. Ezzel az ötödik legcsapadékosabb nap lett a város történelmében. A Mauna Loánál 1257 mm csapadék zúdult le, Waiākea-Uka városában pedig szintén ennyi. Kahūnā Fallsban 1457 mm csapadék esett, ezzel Lane lett a legnedvesebb hurrikán Hawaiion a Hiki után. A Kīlauea vulkánnál az esőt szél sodorta a levegőben.
A szigeten rengeteg helyen alakult ki árvíz és belvíz, főleg Hilo városa környékén, a legmagasabb vízállás 1,5 méter (5 láb) volt, és 100 embert kellett kimenteni az otthonukból. Több helyen az utak is el lettek árasztva, illetve 3 iskola is. Körülbelül 100 fakidőlés történt, illetve Paukaa mellett egy víztölcsér alakult ki augusztus 23-án.
Nagyjából $20 millió dollár kár keletkezett. Maui és Moloka'i, illetve O'ahu és Kaua'i területein is keletkeztek károk az áradások és esőzés miatt, de itt jóval csekélyebbek voltak. Maui és Moloka'i területén $2,5 millió dollár volt a kár, O'ahu és Kauau'i-ban 1 millió dollár alatti. Több mint 11400 háztartásban ment el az áram, többen az utcára kerültek, és 600 embert evakuálni kellett.

### Áldozatok
A viharban 1 ember fulladt meg Hawaiion.

## Rekordok
Lane volt a legtöbb csapadékot hullajtó hurrikán Hawaiion. Kahūnā Fallson 1501 mm esőt zúdított le a ciklon, ezzel megdöntve az 1950-es Hiki hurrikán rekordját.

## Fordítás
- Ez a szócikk részben vagy egészben  a   Hurricane Lane (2018) című angol Wikipédia-szócikk fordításán alapul.  Az eredeti cikk szerkesztőit annak laptörténete sorolja fel. Ez a jelzés csupán a megfogalmazás eredetét és a szerzői jogokat jelzi, nem szolgál a cikkben szereplő információk forrásmegjelöléseként.